# Mityal
Mityal – gaun wikas samiti w zachodniej części Nepalu w strefie Lumbini w dystrykcie Palpa. Według nepalskiego spisu powszechnego z 2001 roku liczył on 570 gospodarstw domowych i 3870 mieszkańców (1999 kobiet i 1871 mężczyzn).